# Oslebshauser Landstraße

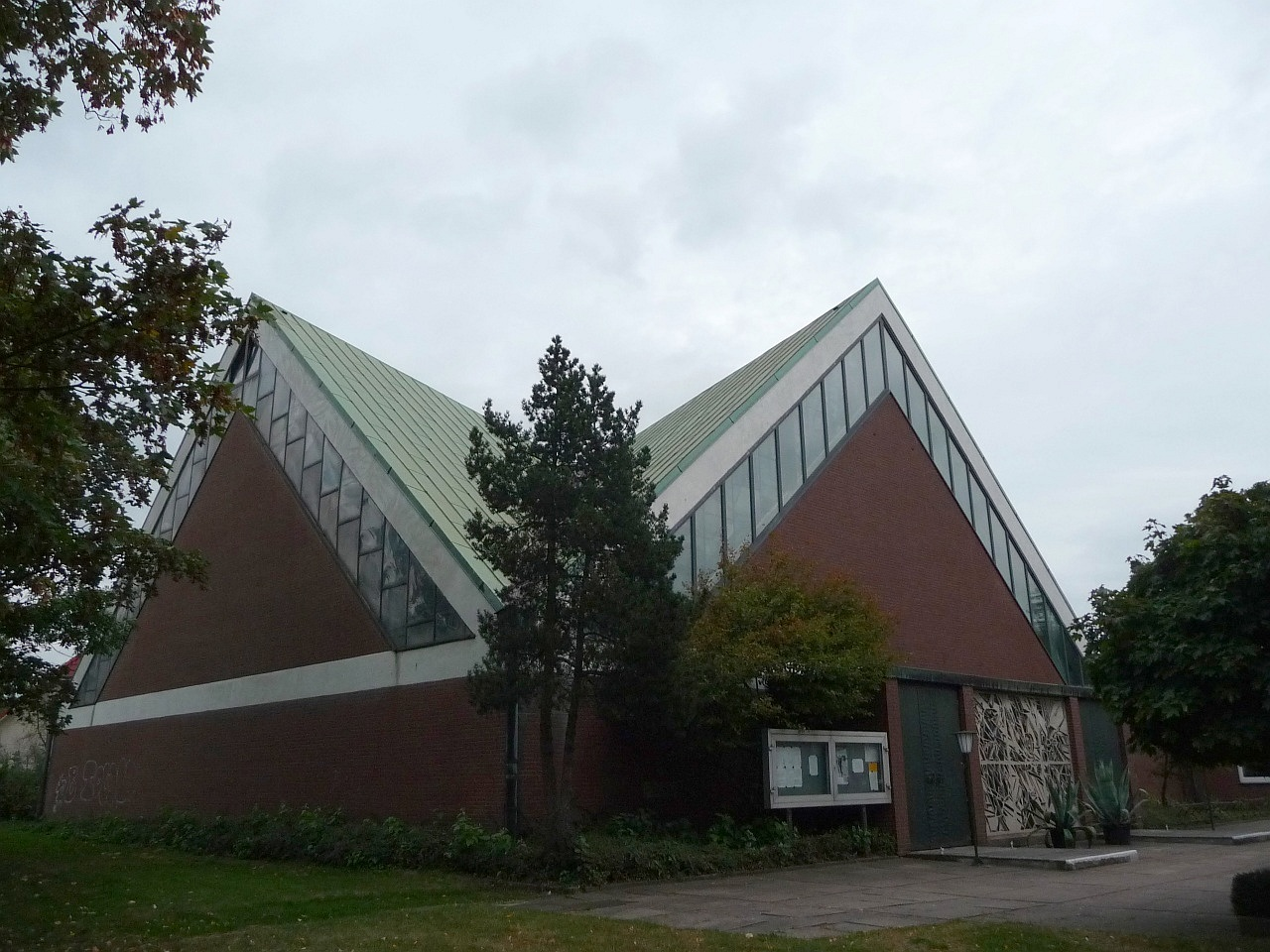
Kath. Kirche St. Josef

Die Oslebshauser Landstraße ist eine zentrale Erschließungsstraße in Bremen, Stadtteil Gröpelingen, Ortsteil Oslebshausen. Sie führt in Nord-Süd-Richtung von der Oslebshauser Heerstraße bis zur Südweststraße am Rande des Industriehafens.
Die Querstraßen und Anschlussstraßen wurden benannt u. a. als Ritterhuder Heerstraße, die nach Ritterhude führt, Oslebshauser Heerstraße nach dem Ortsteil, Hinter dem Moor nach dem Moor als Flurbezeichnung, Am Fockenberg nach einer Flur, Im Weinberge (unklar), Am alten Sportplatz 1993 nach dem früheren Platz der SG Oslebshausen, Finkenbergstraße (unklar), Menkenkamp nach dem Feld des Bauern Menke, Alter Heerweg (unklar), Oslebshauser Wurth (= Warft) nach dem erhöhten Gelände, Wohlers Eichen nach dem Sitz Familie Wohlers, An der Finkenau von 1855 nach dem Landgut des Maklers Heinrich Cornelius Finke, Beim Industriehafen 1911 nach dem Hafen und Südweststraße; ansonsten siehe beim Link zu den Straßen.

## Geschichte

### Name
Die Oslebshauser Landstraße wurde 1927 nach dem Dorf und späteren Ortsteil Oslebshausen (auch Osleveshusen; 1218), Oslingshusen (1370), Ochselshausen (1580), Osshusen (1650) benannt.

### Entwicklung
Oslebshausen war um 1812 ein kleines Dorf mit 199 Einwohnern, das nach dem Bau der benachbarten Häfen und Industriebetriebe sich gänzlich veränderte. Die alte Wegeverbindung von der Oslebshauser Heerstraße durch das alte Oslebshausen zum Hafen wurde zu einer wichtigen Querverbindung im Ortsteil. Der Gutspark des Petroleumkaufmanns Wilhelm August Korff (1845–1914) befindet sich in der Nachbarschaft und er wurde ab 1931 zum Oslebshauser Park.
Nach dem Zweiten Weltkrieg fand eine intensive Wohnbebauung in dem vom Krieg stark betroffenen Ortsteil statt. Das größte Vorhaben war von 1971 bis 1973 der Riegelbau Wohlers Eichen. 2007 hatte Oslebshausen 8585 Einwohner.

### Verkehr
Im Nahverkehr in Bremen tangieren an der Oslebshauser Heerstraße die Buslinien 80 und 81 (Gröpelingen ↔ Industriehäfen), 90 (Gröpelingen ↔ Neuenkirchen), 93 (Gröpelingen ↔ Marßel), 95 (Gröpelingen ↔ Bockhorn) sowie 660 (Bremen Hbf – Hagen) und 680 (Gröpelingen – Wallhöfen) die Straße.
.

## Gebäude und Anlagen
An der Straße stehen überwiegend ein- und zweigeschossige Wohnhäuser.
Erwähnenswerte Gebäude und Anlagen
- Oslebshauser Heerstraße 128 Ecke Oslebshauser Landstraße: 2-gesch. Wohn- und Geschäftshaus von um 1900 mit prägendem 4-gesch. Ecktürmchen und Mansarddach
- Nr. 20: 2- und 3-gesch. moderne Heimstätte am Oslebshauser Park vom Sozialwerk-Bremen
- davor der Regine-Hildebrandt-Platz, benannt nach der volksnahen Politikerin (SPD), Ministerin für Arbeit, Soziales, Gesundheit und Frauen in der ersten brandenburgischen Landesregierung; umgestaltet 2005, Wochenmarkt
- dahinter der 10 Hektar große Oslebshauser Park von 1931/32 nach Plänen von Gartenbaudirektor Paul Freye; im Park steht die ehem. Villa Korff von 1891 für den Petroleumkaufmann Wilhelm August Korff (1845–1914)
- Alter Heerweg 37 / Oslebshauser Landstraße: neuere Kath. Kirche St. Josef von 1960 nach Plänen von Karl-Heinz Bruns, Bremen; Filialkirche von St. Marien (Walle)
- Am Oslebshauser Park 1–3: 2-gesch. moderne Oberschule im Park für 250 Schüler von Klasse fünf bis zehn
- Nr. 52a bis 66: 1-gesch. verklinkerte Reihenhausanlage
- Tunnel unter der Eisenbahnstrecke zum Industriehafen mit
  - Kohle- und Kalihafen sowie Kraftwerk Bremen-Hafen von 1957
- Wohlers Eichen ist der Standort einer neueren (1971–1973) 8- bis 9-gesch. über 300 Meter langen Wohnhausanlage mit 16 Hausabschnitten und über 250 Wohnungen, die den Industriehafen von der Wohnbebauung abriegeln soll; Bauherr: Bremer Treuhand, Architekten Team 4, G. Müller, W. Stadtlander, K.-A. Welp und F. Wolff[2]